# Nouvelle cathédrale de Lérida
La Nouvelle cathédrale de Lérida a été construite entre les années 1761 et 1781 sur volonté du roi Charles III, avec l'aide économique des leridanos et aussi à celle de l'évêque Joaquín Sanchez. Cathédrale du diocèse de Lérida, la Seo Nova  se distingue de la Seo Vella.

## Présentation
Elle possède un style baroque avec une grande tendance vers le classicisme académique français. Elle est située dans le centre commercial de Lérida et en face de l'ancien hôpital de Sainte-Marie.
Les escaliers qui donnent accès à l'intérieur donnent sur trois portes en fer. Ces escaliers donnent l'accès à la porte principale sur laquelle se trouve l'écusson des Bourbons.
À l'intérieur se trouvent les trois nefs et le chœur, œuvre de Lluís Bonifás Massó, de style baroque qui ont été détruits durant la guerre civile.

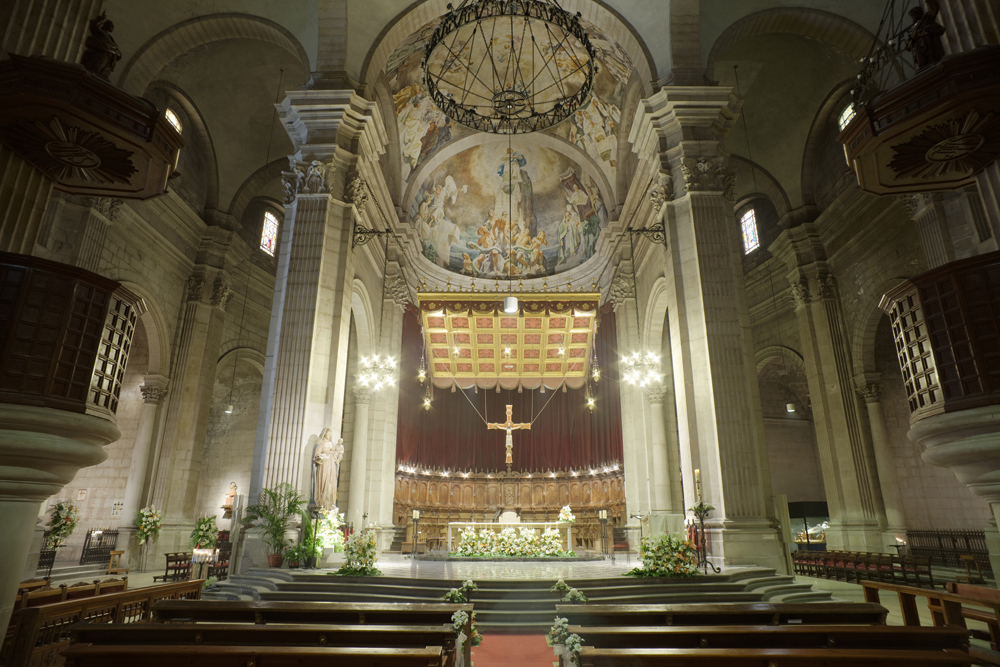
L'intérieur.

## Source
- (es) Cet article est partiellement ou en totalité issu de l’article de Wikipédia en espagnol intitulé « Catedral Nueva de Lérida » (voir la liste des auteurs).